# BVV in het seizoen 1957/58
Het seizoen 1957/1958 was het vierde jaar in het bestaan van de Bossche betaaldvoetbalclub BVV. De club kwam uit in de Eredivisie en eindigde daarin op de 18e plaats, dit betekende dat de club rechtstreeks degradeerde naar de Eerste divisie.

## Wedstrijdstatistieken

### Eredivisie
|       | ADO   | Ajax  | Amsterdam | Blauw-Wit | DOS   | Elinkwijk | Sportclub Enschede | Feijenoord | Fortuna '54 | GVAV  | MVV   | NAC   | NOAD  | PSV   | Rapid JC | Sparta | VVV   |
| ----- | ----- | ----- | --------- | --------- | ----- | --------- | ------------------ | ---------- | ----------- | ----- | ----- | ----- | ----- | ----- | -------- | ------ | ----- |
| Thuis | 2 – 4 | 0 – 1 | 3 – 3     | 1 – 2     | 2 – 4 | 1 – 0     | 1 – 1              | 1 – 3      | 0 – 2       | 2 – 2 | 2 – 3 | 1 – 2 | 0 – 2 | 1 – 5 | 2 – 2    | 6 – 4  | 3 – 3 |
| Uit   | 0 – 1 | 3 – 1 | 3 – 1     | 1 – 2     | 2 – 1 | 0 – 4     | 4 – 0              | 2 – 4      | 3 – 2       | 1 – 2 | 9 – 0 | 4 – 2 | 3 – 3 | 5 – 3 | 4 – 1    | 3 – 1  | 6 – 0 |

## Statistieken BVV 1957/1958

### Eindstand BVV in de Nederlandse Eredivisie 1957 / 1958
| Stand | Gespeeld | Gewonnen | Gelijk | Verloren | Punten | Doelpunten voor | Doelpunten tegen |
| ----- | -------- | -------- | ------ | -------- | ------ | --------------- | ---------------- |
| 18e   | 34       | 7        | 6      | 21       | 20     | 56              | 96               |

### Topscorers
| Competitie \| # \| Naam \| \| \| ------ \| ------------------- \| -- \| \| 1. \| Jos Berkelmans \| 16 \| \| 2. \| Max van Beurden \| 11 \| \| 3. \| Piet van Overbeek \| 9 \| \| 4. \| Wim Heijmans \| 6 \| \| 5. \| Mari van Bergen \| 4 \| \| 6. \| Cornelius Johnson \| 2 \| \| 6. \| Daan Netten \| 2 \| \| 6. \| Jan van Roessel \| 2 \| \| 9. \| Dorus Bertens \| 1 \| \| 9. \| Mari van den Dungen \| 1 \| \| 9. \| Wim van der Gaag \| 1 \| \| 9. \| Dré Saris \| 1 \| \| Totaal \| Totaal \| 56 \| |                     |      |
| # | Naam                | Goal |
| 1. | Jos Berkelmans      | 16   |
| 2. | Max van Beurden     | 11   |
| 3. | Piet van Overbeek   | 9    |
| 4. | Wim Heijmans        | 6    |
| 5. | Mari van Bergen     | 4    |
| 6. | Cornelius Johnson   | 2    |
| 6. | Daan Netten         | 2    |
| 6. | Jan van Roessel     | 2    |
| 9. | Dorus Bertens       | 1    |
| 9. | Mari van den Dungen | 1    |
| 9. | Wim van der Gaag    | 1    |
| 9. | Dré Saris           | 1    |
| Totaal | Totaal              | 56   |

## Voetnoten
ADO ·
Ajax ·
Amsterdam ·
Blauw-Wit ·
BVV ·
DOS ·
Elinkwijk ·
Sportclub Enschede ·
Feijenoord ·
Fortuna '54 ·
GVAV ·
MVV ·
NAC ·
NOAD ·
PSV ·
Rapid JC ·
Sparta ·
VVV